# تاریخ جهان‌آرای عباسی
تاریخ جهان آرای عباسی یا عباسنامه عنوان کتابی است تاریخی به زبان فارسی، تألیف میرزا محمدطاهر وحید قزوینی که به تفصیل به جزئیات دودمان صفویه از آغاز تا شاه عباس دوم پرداخته‌است. وی این کتاب را به درخواست سید علاءالدین حسین معروف به خلیفه سلطان، صدراعظم شاه عباس دوم نگاشته‌است.
این کتاب شامل مقدمه و سه باب است:
- باب اول در ذکر اجداد صفویه از فیروزشاه زرین‌کلاه تا سلطان حیدر
- باب دوم در شش فصل، شامل حوادث زمان شاه اسماعیل یکم، شاه طهماسب یکم، جلوس شاه اسماعیل دوم، شاه محمد خدابنده، جلوس و حکومت شاه عباس اول، حوادث دورهٔ شاه صفی
- باب سوم دربارهٔ ۲۲ سال از حکومت شاه عباس دوم

نسخة کامل تاریخ جهان آرای عباسی در کتابخانه مرکزی آستان قدس رضوی موجود است که براساس سجع مُهر آن متعلق به کتابخانه ناصرالدین میرزا (ناصرالدین‌شاه قاجار) بوده‌است.
این کتاب با تصحیح سعید میرمحمد صادق توسط انتشارات پژوهشگاه علوم انسانی به چاپ رسیده‌است.